# Wladimir Alexandrowitsch Jefimkin

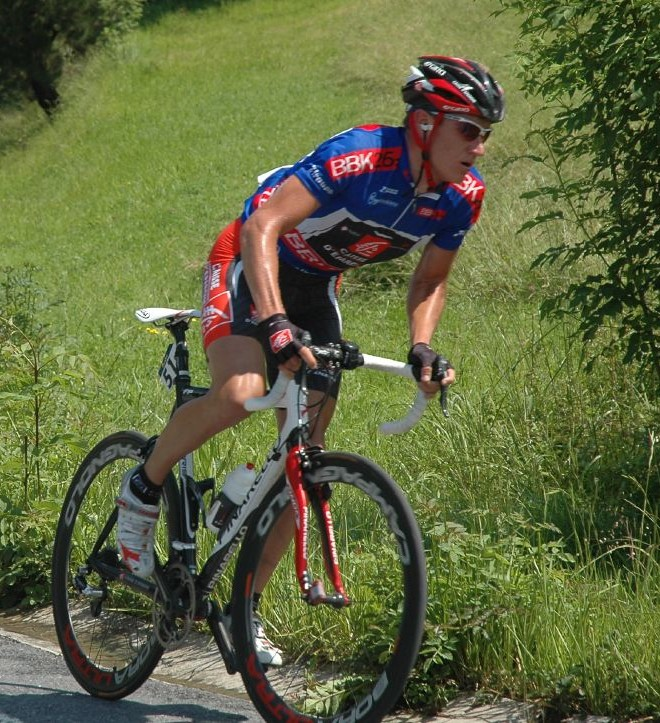
Wladimir Alexandrowitsch Jefimkin

Wladimir Alexandrowitsch Jefimkin (russisch Владимир Александрович Ефимкин; * 2. Dezember 1981 in Kuibyschew, Sowjetunion) ist ein ehemaliger russischer Radrennfahrer.

## Sportliche Laufbahn
Jefimkin wurde 2005 Profi bei Barloworld. In seinem ersten Jahr gewann er Etappen bei der Aragon-Rundfahrt, bei den Vier Tagen von Dünkirchen sowie eine Etappe und das Gesamtklassement bei der Volta a Portugal. In der UCI Europe Tour 2005 wurde er Achter. Sein Zwillingsbruder Alexander Jefimkin war ebenfalls Radprofi. 2008 gewann er die neunte Etappe der Tour de France.
Mitte 2010 beendete Effimkin seine Karriere, um sich nach eigenen Angaben mehr um seine Familie kümmern zu können. Im Juli 2011 unterzeichnete er jedoch einen Vertrag beim amerikanischen Team Type 1, in dem auch sein Zwillingsbruder fuhr, beendete seine sportliche Laufbahn jedoch nach sechs Monaten endgültig.

## Erfolge
2005
- Gesamtwertung Volta a Portugal

2007
- eine Etappe Euskal Bizikleta
- eine Etappe Vuelta a España

2008
- eine Etappe Tour de France

## Teams
- 2005 Barloworld-Valsir
- 2006 Caisse d’Epargne-Illes Balears
- 2007 Caisse d’Epargne
- 2008 Ag2r La Mondiale
- 2009 Ag2r La Mondiale
- 2010 Ag2r La Mondiale (bis 31.07.)
- 2011 Team Type 1 (ab 01.07.)